# Parodia buiningii
Parodia buiningii ist eine Pflanzenart aus der Gattung Parodia in der Familie der Kakteengewächse (Cactaceae). Das Artepitheton buiningii ehrt den niederländischen Kakteenliebhaber und Spezialisten für brasilianische Kakteen Albert Frederik Hendrik Buining.

## Beschreibung
Parodia buiningii wächst einzeln. Die grasgrünen niedergedrückt kugelförmigen Triebe erreichen Wuchshöhen von bis zu 8 Zentimeter und Durchmesser von 12 Zentimeter. Der Triebscheitel ist nicht bewollt. Die etwa 16 dünnen und etwas gehöckerten Rippen sind bis zu 2 Zentimeter hoch. Die auf ihnen befindlichen länglichen, anfangs wolligen und später kahlen Areolen sind unter den Höckern eingesenkt. Die vier über Kreuz stehenden gelben Dornen besitzen eine dunklere Basis. Sie weisen Längen von 2 bis 3 Zentimeter auf.
Die gelben Blüten erreichen Durchmesser von 8 Zentimeter und Längen von bis zu 7 Zentimeter. Ihr Perikarpell ist mit brauner Wolle und nadeligen Borsten besetzt. Die Narbe ist rot. Die behaarten Früchte sind bis zu 3 Zentimeter lang. Die Früchte enthalten mattschwarze Samen, die gehöckert sind.

## Verbreitung, Systematik und Gefährdung
Parodia buiningii ist im brasilianischen Bundesstaat Rio Grande do Sul bei Santana do Livramento sowie in Uruguay im Departamento Rivera verbreitet.
Die Erstbeschreibung als Notocactus buiningii durch Franz Buxbaum wurde 1968 veröffentlicht. Nigel Paul Taylor stellte die Art 1987 in die Gattung Parodia. Ein nomenklatorisches Synonym ist Ritterocactus buiningii (Buxb.) Doweld (1999).
In der Roten Liste gefährdeter Arten der IUCN wird die Art als „Critically Endangered (CR)“, d. h. als vom Aussterben bedroht geführt.

## Nachweise